# Kanton La Bresse
La Bresse is een kanton van het departement Vosges in Frankrijk. Bij teopassing van het decreet van 27 februari 2014 werd het kanton op 22 maart 2015 gevormd door het samenvoegen van het kanton Saulxures-sur-Moselotte en de gemeenten Faucompierre, La Forge, Le Syndicat, Tendon en Le Tholy van het kanton Remiremont en maakt deel uit van het arrondissement Épinal.

## Gemeenten
Het kanton La Bresse omvat de volgende gemeenten:
- Basse-sur-le-Rupt
- La Bresse
- Cornimont
- Faucompierre
- La Forge
- Gerbamont
- Rochesson
- Sapois
- Saulxures-sur-Moselotte
- Le Syndicat
- Tendon
- Thiéfosse
- Le Tholy
- Vagney
- Ventron